# ギュンター・ハンペル

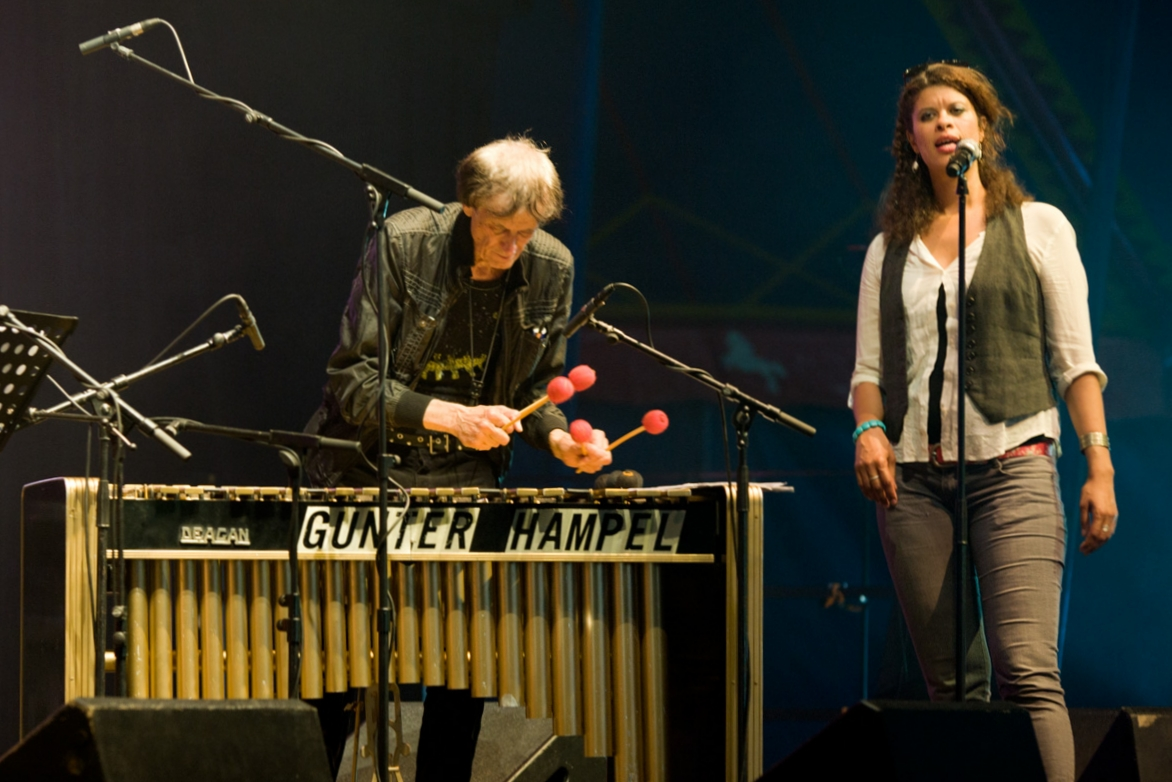
娘のキャヴァナ・リー・ハンペル（右）とギュンター・ハンペル（2012年）

ギュンター・ハンペル（Gunter Hampel、1937年8月31日 - ）は、ドイツのジャズ・ヴィブラフォン、クラリネット、サックス、フルート、ピアノ奏者、作曲家。

## 略歴
ドイツ・ゲッティンゲン生まれ。アルバム『The 8th of July 1969』では、ミュージシャン仲間のアンソニー・ブラクストン、ウィレム・ブロイカー、ジーン・リーと共演した。今は亡きジーン・リーはギュンター・ハンペルの妻だった。ハンペルは1960年代、フリー・ジャズに専念し、レーベル「バース・レコード（Birth Records）」を設立。ジョン・マクラフリン、ローリー・アラン、ウド・リンデンベルク、ピエール・クルボワ、ペリー・ロビンソン等の様々なアーティストと数年にわたり様々な仕事を共にした。1963年にはアレクサンダー・フォン・シュリッペンバッハ、マンフレート・ショーフらとカルテットを結成した。また、ドン・チェリーとも共演している。1970年代には、ギャラクシー・ドリーム・バンド（Galaxy Dream Band）を結成した。

## ディスコグラフィ

### リーダー・アルバム
- 『ハートプランツ』 - Heartplants (1965年、SABA)
- 『ミュージック・フロム・ヨーロッパ』 - Music from Europe (1968年、ESP)
- 『1969年7月8日』 - The 8th of July 1969 (1969年、Birth)
- Dances (Paris 1969) (1969年、Birth)
- Espace (1970年、Birth) ※with ブールー・フェレ
- Spirits (1971年、Birth)
- 『アウト・オブ・ニューヨーク ギュンター・ハンペルの音楽世界』 - Out of New York (1971年、MPS/BASF)
- Ballet-Symphony No. 5, Symphony No. 6 (1971年、Birth)
- Broadway/Folksong (1972年、Birth)
- Angel (1972年、Birth)
- Waltz for 3 Universes in a Corridor (1972年、Birth)
- I Love Being with You (1972年、Birth)
- Unity Dance (1973年、Birth)
- Journey to the Song Within (1974年、Birth)
- Celebrations (1974年、Birth)
- Ruomi (1974年、Birth)
- Out from Under (1974年、Birth)
- Cosmic Dancer (1975年、Birth)
- Enfant Terrible (1975年、Birth)
- Transformation (1976年、Birth)
- Vogelfrei (1976年、Birth)
- All Is Real (1978年、Birth)
- That Came Down On Me (1978年、Birth)
- Flying Carpet (1978年、Birth)
- 『リーズ・アンド・ヴァイブズ』 - Reeds 'n' Vibes (1978年、Improvising Artists) ※with マリオン・ブラウン
- Freedom of the Universe (1979年、Birth) ※with ジーン・リー
- Oasis with Jeanne Lee (1979年、Horo)
- All the Things You Could Be If Charles Mingus Was Your Daddy (1980年、Birth)
- Wellen/Waves (1980年、FMP)
- Life On This Planet (1981年、Birth)
- A Place to Be with Us (1981年、Birth)
- Companion (1982年、Birth)
- Gemini (1983年、Birth)
- Jubilation (1985年、Birth)
- Dialog (1992年、Birth) ※with マティアス・シューバート
- Time Is Now (1992年、Birth)
- Celestial Glory (1992年、Birth)
- Next Generation (1995年、Birth)
- Koln Concert One (1997年、Birth)
- Koln Concert Part 2 (1997年、Birth)
- Solid Fun (1998年、Birth) ※with クリスチャン・ウェイドナー
- The 8th of September (1999年、Birth)
- Survivor (2001年、Birth)
- Earthlings (2001年、Birth)
- The Way Out (2003年、Birth)
- Zeitgeist (2006年、Birth)
- Celestial Travellin'...and Other Ways to Get Around (2006年、Birth)
- Stellar Dust (2008年、Birth)
- Vibes Vibes (2009年、Birth)
- Lifer (2009年、Birth)
- Solo Concert - Brandenburg Concerto (2012年、Birth)
- Holy Lights + Human Rights (2014年、Birth)
- Fukushima (2014年、Birth)
- Psychedelic Lullaby for Artificial Babies (2014年、Birth)
- Bounce (2017年、Intuition)